# Plethodontohyla alluaudi
Plethodontohyla alluaudi (Synonym: Rhombophryne alluaudi) ist ein auf der Insel Madagaskar lebender Froschlurch aus der Familie der Engmaulfrösche (Microhylidae).

## Merkmale
Die Kopf-Rumpf-Länge von Plethodontohyla alluaudi beträgt 30 bis 60 Millimeter, die Beine sind kurz und zeigen auf der Innenseite der Hinterbeine einige weißliche Flecken. Der zweite und der vierte Zeh sind ungefähr gleich lang. Die Haut auf dem Rücken ist entweder glatt oder leicht körnig. Der Rücken hat eine bräunliche Farbe, von der sich ein unregelmäßiges Muster abhebt. Die Flanken sind braun marmoriert mit weißlichen Flecken. Die Unterseite ist gelblich und zeigt im vorderen Bereich pfirsichfarbige Flecken, im hinteren Bereich eine leicht rosa getönte Färbung.
Der Kopf ist viel breiter als lang, fast so breit wie der Körper. Die Schnauze erscheint sowohl von oben her gesehen als auch in seitlicher Ansicht gerundet. Eine helle supratympanale Falte zieht sich von hinter dem Auge bis zur Schulter bzw. der Einlenkung der Arme. Auf dem Hinterkopf erstreckt sich bis in den Nacken ein breiter x-förmiger Fleck. Die Kehle der Männchen ist dunkel gefärbt. Sie haben kehlständige Schallblasen.

## Ähnliche Arten
Die ähnliche Art Rhombophryne laevipes unterscheidet sich durch die längeren Hinterbeine. Bei Pletodontohyla laevis fehlen die weißlichen Flecken an den Extremitäten und das Tympanum ist kleiner.

## Verbreitung und Lebensraum
Plethodontohyla alluaudi kommt im Osten und Südosten Madagaskars endemisch vor. Der Frosch kommt lebt in den intakten Wäldern verschiedener Schutzgebiete, jedoch ist sein Verbreitungsgebiet fragmentiert und verliert aufgrund von Holzschlag weiterhin an Größe. Die Art wurde in Höhenlagen zwischen Meeresniveau und 230 Metern Höhe nachgewiesen.

## Lebensweise
Aufgrund ihrer kurzen Beine, die sich gut zum Graben eignen, hält sich die Art bevorzugt in feuchten Erdvertiefungen am Waldboden unter verrottendem Gehölz oder unter Blättern auf. Aus solchen Erdhöhlen werden auch die Lautäußerungen der Männchen emittiert, die aus einzelnen Tönen mit ziemlich langen Intervallen bestehen. Weitere detaillierte Kenntnisse über spezielle Verhaltensweisen sowie zur Fortpflanzung der Art liegen zurzeit nicht vor.

## Systematik und Taxonomie
Im Jahre 1901 als Dyscophus alluaudi von François Mocquard erstmals beschrieben wurde die Art 2006 schließlich als Rhombophryne alluaudi in die Gattung Rhombophryne gestellt. Nach einer Revision von 2018 kam sie in die Gattung Plethodontohyla. In derselben Revision wurde Plethodontohyla laevis als eigene Art wiedererrichtet, nachdem sie seit 1991 als Synonym von Plethodontohyla alluaudi angesehen worden war.

## Gefährdung
Für Rhombophryne alluaudi wurde ein relativ großes Verbreitungsgebiet im Osten Madagaskars angenommen und die Art von der Weltnaturschutzorganisation IUCN als „least concern = nicht gefährdet“ klassifiziert. Nach der Neubeschreibung im Jahr 2018 wurde klar, dass Plethodontohyla alluaudi und Plethodontohyla laevis verschiedene Arten sind, von denen jede ein zunehmend fragmentiertes und kleiner werdendes Verbreitungsgebiet zur Verfügung hat und die deshalb als gefährdet einzustufen sind.